# Julieta Serrano
Julieta Serrano Romero (Barcellona, 21 gennaio 1933) è un'attrice spagnola.
Nel 2019 ha ricevuto la medaglia d'oro al merito nelle belle arti.
Il 25 gennaio 2020 ha vinto il Premio Goya come migliore attrice non protagonista per la sua interpretazione nel film Dolor y gloria di Pedro Almodóvar, diventando l'attrice più anziana a ottenere un Goya.

## Filmografia
- Mi querida señorita, regia di Jaime de Armiñán (1972)
- Pepi, Luci, Bom e le altre ragazze del mucchio, regia di Pedro Almodóvar (1980)
- L'indiscreto fascino del peccato (Entre tinieblas), regia di Pedro Almodóvar (1983)
- Matador, regia di Pedro Almodóvar (1986)
- Donne sull'orlo di una crisi di nervi, regia di Pedro Almodóvar (1988)
- Légami!, regia di Pedro Almodóvar (1990)
- Cuando vuelvas a mi lado, regia di Gracia Querejeta (1999)
- L'avvertimento, regia di Daniel Calparsoro (2018)
- Dolor y gloria, regia di Pedro Almodóvar (2019)
- Madres paralelas, regia di Pedro Almodóvar (2021)

## Doppiatrici italiane
Nelle versioni in italiano delle opere in cui ha recitato, Julieta Serrano è stata doppiata da:
- Lorenza Biella in Dolor y gloria, Madres paralelas
- Aurora Cancian ne L'avvertimento
- Alba Cardilli in Donne sull'orlo di una crisi di nervi

## Riconoscimenti
- Premio Gaudí onorario
  - 2014[3]
- Premio Nazionale del Teatro
  - 2018[4][5]
- Premio Goya
  - 2020 – Premio come miglior attrice non protagonista nel film Dolor y Gloria